# Jordan Walsh
Jordan E. Walsh (ur. 3 marca 2004 w Dallas) – amerykański koszykarz występujący na pozycjach niskiego lub silnego skrzydłowego, od 2023 zawodnik Boston Celtics oraz zespołu G-League – Maine Celtics.
W 2022 wystąpił w meczach gwiazd amerykańskich szkół średnich – McDonald’s All-American Game i Jordan Brand Classic. W 2023 reprezentował Boston Celtics podczas rozgrywek letniej ligi NBA w Las Vegas.

## Osiągnięcia
Stan na 15 listopada 2023, na podstawie, o ile nie zaznaczono inaczej.
NCAA
- Uczestnik rozgrywek Sweet 16 turnieju NCAA (2023)